# Juliformia
Juliformia – nadrząd wijów z gromady dwuparców
i podgromady Chilognatha.
Dwuparce te mają długie, walcowate ciało. Ich collum zachodzi częściowo na głowę jak i na drugi pierścień tułowia. Tergity są pozbawione podłużnego rowka grzbietowego, a sternity są zlane z pleurotergitami, przy czym miejsce łączenia zaznaczone jest szwem. Nie występują u nich narządy Tömösváry’ego. Występują gruczoły obronne wytwarzające wydzielinę zawierającą benzochinon. U samców odnóża ósmej i dziewiątej pary przekształcone są w gonopody. Obecność na plemnikach pseudoperforatorium uchodzi za apomorfię grupy.
Krocionogi te rozsiedlone są kosmopolitycznie. Występują na wszystkich kontynentach oprócz Antarktydy, a także na licznych wyspach, również oceanicznych. W Islandii przekraczają swym zasięgiem północne koło podbiegunowe.
Takson ten wprowadzony został w 1926 przez Carla Attemsa. Dzieli się go na 3 rzędy:
- Julida Brandt, 1833 – krocionogi właściwe
- Spirobolida Cook, 1895
- Spirostreptida Brandt, 1833

Ponadto zalicza się doń znane z dewonu i karbonu Xyloiuloidea o niepewnej przynależności do podrzędu.
Według analiz Enghoffa z 1984 oraz morfologicznej Regiera i innych z 2005 Juliformia są monofiletyczne.